# Un volto, due donne
Un volto due donne (La intrusa), è una telenovela che ha per protagonista Mariela Alcalá, nel doppio ruolo di Elena Santostefano Rossi e Virginia Parode Rocca.
Altri protagonisti sono Franklin Virgüez, nel ruolo di Emanuele Sartirana, Carlos Márquez, nel ruolo di Alexis Pereira, e Víctor Cámara, nel ruolo di Giulio Alberto Rossi.

## Trama
L'affascinante e altezzosa Elena Santostefano Rossi è in viaggio di piacere a Maracay, in compagnia dell'amante Edoardo Gerace. Il marito, il devoto Giulio Alberto, crede che la donna sia partita per sottoporsi a delle analisi mediche accurate e ne attende ansioso il ritorno. 
Una sera, Elena, nella toilette di una discoteca, nota che un'inserviente le assomiglia in maniera a dir poco impressionante: la ragazza, per quanto abbigliata e pettinata con semplicità, rivela palesemente i medesimi lineamenti e tratti somatici dell'elegante signora Rossi. Quest'ultima è molto sconcertata dalla visione mentre l'altra, più discreta e riservata, si sottrae alla sua sgradevole curiosità. L'altra donna è Virginia Rocca, una ragazza umile, sensibile e onesta, orfana di ambedue i genitori. 
Elena medita a lungo sullo strano incontro finché non architetta un piano diabolico: convincere Virginia ad andare a Caracas e prendere il suo posto nella casa del marito dove è certa che nessuno si accorgerebbe dello scambio di persona. La sua sosia dovrebbe impersonare il suo ruolo per un anno, durante il quale la vera signora Rossi avrebbe potuto viaggiare in dolce compagnia e godere della sua libertà, senza l'incessante "persecuzione" del marito. Virginia, sconvolta, rifiuta senza indugio l'assurda proposta, nonostante le insistenze dell'abile Elena. Ma questa mette in atto un efficace ricatto per piegare al suo volere la refrattaria cameriera: denuncia al proprietario della discoteca la scomparsa di una sua preziosissima collana, poi fa in modo che la stessa venga rinvenuta nella borsa di Virginia. La ragazza rischia il posto di lavoro e soprattutto la galera, ma Elena le giura che non l'avrebbe denunciata se avesse accettato di prestarsi al suo gioco. 
La povera Virginia è costretta a cedere e così, con gli abiti e i gioielli di Elena, "torna" a casa Rossi. Come previsto, nessuno si accorge dello sostituzione e Giulio Alberto è al settimo cielo per il ritorno dell'amata moglie. Virginia, al contrario, è palesemente imbarazzata e nonostante avesse ricevuto precise istruzioni da Elena, non sa come comportarsi. Si accorge immediatamente che Elena non è benvoluta da tutti i membri della famiglia Rossi: in particolare, è accolta con estrema freddezza dalla severa Annabella, sorella di Giulio Alberto, da sempre gelosa della particolare attrazione del marito, il frivolo Alfredo Leali, verso la bella cognata. Anche Mario, fratello di Giulio Alberto, mostra ostilità nei confronti di Virginia, avendo sempre tollerato a stento la superficialità e i molteplici capricci di Elena. In compenso, Renata, madre di Giulio Alberto, stravede per la nuora e ammira il suo indubbio carisma. E i piccoli Luigi e Lisette Rossi, figli di primo letto di Giulio Alberto, accolgono con gioia il sospirato ritorno della matrigna. 
Tuttavia Virginia è in preda al panico e si chiude immediatamente a chiave nella camera di Elena. Non può fare a meno di pensare alle scuse che avanzerà quando il "marito" le chiederà di adempiere ai suoi doveri coniugali e la prima sera della sua permanenza in casa Rossi sorprende Giulio Alberto quando parlandogli gli si rivolge dandogli del lei e mostra di vergognarsi a cambiarsi d'abito di fronte a lui. La ragazza apprende che fortunatamente Giulio Alberto dorme sovente nel suo studio per non disturbare la moglie che ha l'abitudine di alzarsi molto tardi al mattino. 
I giorni trascorrono e i membri della famiglia Rossi, in particolare Giulio Alberto, sono sconcertati dalla radicale metamorfosi di Elena, che si è improvvisamente trasformata in una donna docile, discreta e soprattutto affettuosa. Virginia, infatti, si affeziona con estrema facilità ai figliastri di Elena e dedica a loro gran parte del suo tempo, mentre la sosia non aveva mai gradito la vivacità e l'esuberanza dei due bambini. Questi sono letteralmente ammaliati da questa nuova figura materna e Giulio Alberto osserva compiaciuto l'interesse mai manifestato dalla moglie per i suoi figli. Virginia, con la sua pazienza e la sua dolcezza, è di aiuto anche a Renata che sostiene nella sua lotta contro il vizio dell'alcool, nel quale la tenace suocera di Elena ricade sovente.
Giulio Alberto apprezza e non poco le iniziative di Virginia e sente di amare ancor più intensamente la nuova donna che la moglie è diventata, ma soffre per essere da lei respinto ogni volta che le chiede di fare l'amore. Virginia non vorrebbe procurare tanto dolore a Giulio Alberto che stima e ammira per la sua tenerezza e la sua nobiltà d'animo, ma sa che contrariamente alle aspettative della spregiudicata Elena, non riuscirà a diventare l'amante dell'uomo che la crede sua moglie; pertanto, cerca di riparare aiutando Giulio Alberto anche nel suo lavoro. L'uomo è dirigente di una fabbrica che produce apparecchi di telefonia, che purtroppo sta attraversando un periodo molto difficile. Per risollevarne le sorti ed evitarne la chiusura, servirebbe un cospicuo prestito che però le banche si rifiutano di erogare. A peggiorare la situazione contribuiscono i continui scioperi e le agitazioni degli insoddisfatti operai. Virginia si adopera con tenacia nella ricerca di un finanziatore nonostante il palese pessimismo del marito e del cognato. Purtroppo le sue ricerche inizialmente non fruttano. 
Parallelamente, giunge a Caracas, alla ricerca di Virginia, un amico della stessa, Emanuele Sartirana, informato della sua partenza dalla migliore amica di Virginia, Norma Girelli. Quando Virginia gli spiega la ragione della sua dipartita da Maracay, Emanuele, da sempre innamorato dell'amica, va su tutte le furie: vorrebbe portare via la ragazza da casa Rossi e le propone una fuga liberatoria, ma Virginia rifiuta: adduce molteplici scuse, ma sa di non volerlo fare perché da giorni ormai si è resa conto di essere profondamente innamorata di Giulio Alberto Rossi. 
Virginia riesce a convincere Emanuele a concederle un po' di tempo prima di portarla via da casa Rossi, ma l'uomo, che è molto geloso e impulsivo, decide di trasferirsi a Caracas per tener sotto controllo e proteggere la donna che ama. Lo accompagna la madre, la signora Giovanna Sartirana. Questa cela un segreto: non ha mai rivelato a Emanuele la vera identità del padre che è un facoltoso uomo d'affari residente proprio a Caracas, Alexis Pereyra Castro, che tra l'altro è stato uno degli amanti di Elena. 
In tale tensione, trascorrono i mesi e gli eventi in casa Rossi precipitano: Mario ha intrecciato una relazione extraconiugale con la sua segretaria Diana, mentre la moglie, la dolce Patrizia, ha un incidente stradale, in seguito al quale perde completamente l'uso delle gambe, abbandona la casa dell'infedele marito e si trasferisce in casa di un anziano zio, Giuseppino. 
Anche Annabella soffre per i continui tradimenti del marito che ha una relazione con Belinda, figlia di Guglielmo Montersino, un dipendente della fabbrica dei Rossi. La donna è in attesa di un figlio di Alfredo. Infine, Giulio Alberto, deluso e amareggiato dalla freddezza della "moglie", cerca consolazione tra le braccia della bella dottoressa Susanna Villamolino, suscitando la gelosia di Virginia. Sembra prospettarsi una soluzione solo al problema della fabbrica: infatti Virginia riesce a convincere un abile uomo d'affari, Marco Fierro, ad investire parte del suo capitale nella ripresa della fiorente attività produttiva della fabbrica della famiglia Rossi. 
Marco, conquistato dalla dolcezza e dalla tenacia di Virginia, impone, però una clausola alla concessione del prestito: che la ragazza diventi presidente dell'impresa in luogo del marito. Virginia rifiuta con decisione e anche Giulio Alberto accoglie senza alcun entusiasmo l'imposizione, ma Fierro, in proposito, è irremovibile.
Il successo di Virginia lascia senza parole i suoi familiari, e contribuisce ad accrescere l'ammirazione e la gratitudine di Renata verso la ragazza. Nello stesso tempo, suscita però l'invidia e l'ostilità di Mario che guarda con sospetto sempre crescente la nuova Elena. Parallelamente, anche per Emanuele, la sorte si rivela prodiga di novità: Giovanna rivede Alexis al quale svela che il suo unico figlio è frutto della breve relazione che ebbero più di vent'anni prima. Commosso, il vecchio Pereyra decide di correre in soccorso del figlio che conduce una vita modesta, lavorando molto duramente. Con i soldi donatogli dal padre, Emanuele apre e dirige una fabbrica che fa concorrenza a quella dei Rossi. 
Giulio Alberto, che fra l'altro si è accorto che Virginia ed Emanuele si conoscono e non comprende la reale natura del loro rapporto, diffida dell'improvvisa ascesa del figlio di Alexis Pereyra. Mentre la fabbrica dei Rossi riprende con ottimi risultati la sua attività, grazie al prestito elargito da Fierro, le cose si mettono male per la povera Virginia: una sera la donna, mentre sostava con Mario in un ristorante viene avvicinata dalla vecchia Anacleta Caruso, una sua conoscente di Maracaibo, che le si rivolge chiamandola Virginia. La giovane, palesemente imbarazzata, tenta di spiegare alla donna di non essere quella che crede, ma Mario è fortemente insospettito dall'episodio, al punto da ingaggiare un investigatore privato per indagare sul passato di Elena e della misteriosa Virginia Rocca. 
Intanto, la vera signora Rossi è nascosta in casa di Alexis, in attesa di fare il suo ritorno in casa del marito. Molto presto, Mario perviene alla conoscenza della verità, poiché il detective Santos, indagando a Maracay sull'identità di Virginia Rocca ha in mano una foto che ritrae la ragazza con Emanuele e Norma. Così Mario nota che la giovane immortalata è identica a sua cognata. Lo stesso Giulio Alberto non tarda a scoprire l'inganno che è stato ordito dalle due sosia: infatti Elena, spinta dal timore che Virginia possa sottrarle ciò che le appartiene e compromettere un matrimonio che le garantisce una posizione privilegiata e una vita agiata, impone alla donna di terminare anticipatamente la sua esemplare interpretazione e di uscire da casa Rossi per consentirle di farvi ritorno senza che alcuno si accorga della nuova sostituzione. A malincuore, Virginia abbandona l'uomo che ama e la sua famiglia cui si sente profondamente legata, e viene accolta nella nuova casa di Emanuele e Giovanna. 
In casa Rossi, l'ulteriore mutamento di Elena torna a sconcertare i membri della sua famiglia. Presto, però, le condizioni di salute della donna, che soffre di reni, richiedono un immediato ricovero in clinica: è qui che Giulio Alberto trovandosi di fronte due donne identiche nell'aspetto, comprende di essere stato vittima di un raggiro. Virginia, terrorizzata e piena di vergogna, fugge via e Giulio Alberto le viene dietro senza riuscire, tuttavia, a raggiungerla. Elena riesce a convincere il marito di essere stata costretta dalla perfida sosia a prestarsi allo scambio di persona, cosicché Giulio Alberto comincia a covare un profondo astio nei confronti della donna che negli ultimi mesi aveva imparato ad amare intensamente. Anche i componenti della famiglia Rossi sono molto scossi dalla rivelazione di Elena: infatti, per quanto stupiti della radicale metamorfosi della donna, mai avevano sospettato di aver convissuto con una intrusa. Mario e Annabella, tuttavia, non sono persuasi della buona fede della cognata che continuano a odiare. Lo stesso Giulio Alberto, pur avendola riaccolta al proprio fianco, non ama più Elena e disdegna la sua arroganza e superbia. Così, mentre Elena tenta di riconquistare il marito, perseguitato dal ricordo incessante della dolce Virginia, quest'ultima, con molta difficoltà ricostruisce la propria vita lontana da casa Rossi, con l'aiuto di Emanuele e Marco. A questo, infatti, senza alcun indugio, la ragazza racconta quanto le è capitato e le circostanze che la spinsero ad assecondare l'imposizione di Elena Rossi. Fierro è al contempo, stupito e sconcertato, ma continua a nutrire profonda stima nei confronti della giovane al punto da riconfermare la sua posizione di presidente della fabbrica dei Rossi. Giulio Alberto e Mario, che non sono ancora riusciti a estinguere il debito, sono così costretti a tollerare la presenza di Virginia in fabbrica. In seguito, Renata che nonostante tutto è grata a Virginia per aver risollevato con il suo intervento prodigioso, le sorti dell'impresa di famiglia, cerca la ragazza e ascolta la sua versione: Virginia, rassicurata dall'atteggiamento non ostile della donna, le confida di essersi innamorata di Giulio Alberto, di aver agito spinta da questo sentimento sincero e puro e giura che ciò nonostante non si è mai concessa al "marito" durante la sua permanenza in casa Rossi. La rivelazione contribuisce a rivalutare ulteriormente la sua persona agli occhi di Renata che tuttavia chiede e ottiene da Virginia di sparire definitivamente dalla vita di Giulio Alberto, sì da permettergli di recuperare il rapporto con la moglie. 
Così, Virginia dirada le sue visite in fabbrica e si dedica ad un'altra attività: fonda e dirige con successo una nuova rivista, aiutata in ciò da Rosa, una cameriera dei Rossi cui si era particolarmente legata. Renata, intanto, medita sulla straordinaria somiglianza che lega la nuora e Virginia e decide di indagare sul passato di entrambe: così fa visita alle zie di Elena, Fortunata e Giacinta che le rivelano che la nipote è in realtà stata adottata dai coniugi Santostefano presso un orfanotrofio gestito da suore. Renata vi si reca immediatamente e consultando gli archivi, scopre che nel periodo in cui Elena nacque, furono ivi abbandonate due gemelle neonate e che due anni più tardi un uomo venne a reclamare la loro tutela, ma invano, poiché le bambine erano state date in adozione a due famiglie diverse: i Santostefano e i Rocca. Renata, quindi, cerca l'uomo in questione che dopo un iniziale energico rifiuto racconta alla donna la storia delle due gemelle: 25 anni prima, la figliastra Laura era fidanzata con Alexis Pereira, ma nello stesso tempo innamorata di Marco Fierro al quale si era concessa, rimanendone incinta. Per evitare il disonore e la vergogna, la madre di Laura e suo marito avevano portato la ragazza via dalla città, cosicché nessuno tanto meno Marco fu messo al corrente della gravidanza. Mesi dopo, Laura mise al mondo due gemelle e immediatamente fece ritorno a Caracas avendo preventivamente comunicato il suo arrivo a Marco. Il giovane l'attese dunque in aeroporto per portarla via con sé, ma durante il viaggio in auto i due, prima che Laura potesse dire a Marco di avere avuto due figlie, furono coinvolti in drammatico incidente stradale che costò la vita alla ragazza. La madre di Laura morì di crepacuore poco dopo, così il marito rimasto solo con le bambine le abbandonò in un orfanotrofio di Caracas e anni più tardi, spinto dal rimorso, le cercò invano. La rivelazione sconcerta Renata, ma giunge in un momento opportuno: le condizioni di Elena sono estremamente gravi, al punto da richiedere un trapianto di rene e Renata intuisce immediatamente che Virginia potrebbe essere un probabile donatore compatibile. Così, cerca Virginia e le racconta tutta la verità relativa alle sue origini. La giovane è molto scossa nell'apprendere che la donna che le ha fatto tanto male è sua sorella; ciò nonostante, profondamente commossa, accetta senza indugio di sottoporsi all'intervento, a condizione di rimanere nell'anonimato. Tutto sembra volgersi al meglio per Elena che ignora che sarà debitrice della vita stessa proprio a Virginia, ma la notte prima dell'operazione la donna commette l'ennesima imprudenza allo scopo di screditare la povera Virginia agli occhi di Giulio Alberto: infatti, fugge via dalla clinica con l'intento di farsi vedere dal marito in compagnia dell'amante Maurizio. Tutto ciò affinché Giulio Alberto, considerando che la moglie è ricoverata in gravi condizioni pensi che la donna vista in atteggiamento intimo con Maurizio sia Virginia. Le cose non vanno però come sperato, in quanto Elena e Maurizio rimangono coinvolti in un drammatico incidente stradale. Quando Elena viene trasportata in ospedale, è in fin di vita e il trapianto cui avrebbe dovuto sottoporsi è del tutto inutile. La donna fa a tempo ad apprendere di essere la sorella di Virginia e muore proprio in presenza della gemella e del padre Marco, messo al corrente della verità e accorso tempestivamente. L'uomo, addolorato dall'accaduto, si stringe alla figlia che gli è accanto. 
Trascorrono i mesi: Virginia, sostenuta dall'amore del padre ritrovato, tenta di dimenticare Giulio Alberto, dedicandosi intensamente al suo lavoro. In redazione, un giorno riceve la visita di Luigi e Lisette Rossi. I due bambini, che hanno visto sul giornale le foto di Virginia, hanno compreso che la donna che è stata loro accanto per molti mesi dimostrando loro tanto affetto e comprensione, non era la loro matrigna e ora cercano la "intrusa" per rinnovarle, nonostante tutto, il loro amore e per chiederle di tornare a essere la loro mamma. Virginia è toccata dalla tenerezza dei due bambini ma nonostante le loro richieste è certa di volersi allontanare definitivamente da Giulio Alberto. Così accetta di sposare Emanuele. Dal suo canto, Giulio Alberto soffre molto per la lontananza della donna che ama ed è gravemente provato dagli ultimi eventi. 
Contemporaneamente, anche Mario e Annabella vivono momenti importanti della loro vita: il primo tronca la relazione con Diana e recupera il rapporto con la moglie che nel frattempo ha riacquistato l'uso delle gambe; Annabella, invece, scopre con dolore di non essere figlia di Renata e del suo defunto marito, bensì di Pietro Rossi, fratello del padre di Giulio Alberto e Mario, e della fedele governante di casa Rossi, Emilia. Dopo un iniziale rifiuto nei confronti della vera madre, Annabella trova il coraggio di perdonarla e concederle la possibilità di donarle tutto l'amore di madre che in passato la donna era stata costretta a reprimere. Nello stesso tempo, Annabella ottiene il divorzio dall'infedele Alfredo che viene arrestato e condannato per bigamia: l'uomo, infatti, mentre era ancora legalmente coniugato con Annabella Rossi, aveva contratto matrimonio con una ricca vedova, Gloria Monteverde, col solo scopo di ereditare la sua immensa fortuna. Mentre Alfredo è in carcere, Belinda mette al mondo un figlio suo, cui dà il nome di suo padre, Guglielmo Montersino. 
Intanto, si approssima il giorno delle nozze di Emanuele e Virginia: lui è al settimo cielo, lei non riesce a nascondere di non provare il minimo entusiasmo. Notando la perenne espressione di tristezza nel volto dell'amata, Emanuele comprende che Virginia non ha mai smesso di amare Giulio Alberto e pertanto non sarà mai felice al suo fianco né in grado di ricambiare il suo sentimento. Così, per quanto gli costi un grande sacrificio, rompe il fidanzamento ed esorta la giovane a lottare per il suo grande amore. Commossa, Virginia accoglie il suggerimento e senza indugio cerca Giulio Alberto per manifestargli ciò che prova e per dichiarare di volerlo sposare quanto prima. La gioia dell'uomo è la medesima se non maggiore e l'amore grande che li unisce non ha dinanzi a sé alcun ostacolo. Così, mentre Emanuele sembra cedere alla corte serrata di Rosa e Annabella ricomincia a vivere sostenuta dall'affetto e l'amicizia sincera di Giuseppe Lupo, assistente di Marco Fierro, in casa Rossi fervono i preparativi per il matrimonio di Giulio Alberto e Virginia. Quest'ultima concede il suo perdono ad Annabella e Mario e così, col beneplacito di tutti, i due innamorati possono coronare il loro sospirato sogno d'amore.